# Масса секундного залпа
Масса секундного залпа — численная характеристика вооружения, равная общей массе всех снарядов (пуль), выпущенных орудиями (оружием) боевой единицы за секунду времени при выстреле.
Масса секундного залпа рассчитывается по формуле:
{\displaystyle M_{\Sigma }=\sum _{i=1}^{N}{\frac {m_{i}r_{i}}{60}},}
где {\displaystyle m} — масса пули, {\displaystyle r} — скорострельность (выстрелов в минуту), а {\displaystyle N} — общее число стволов.
Масса секундного залпа — простейшая и наиболее понятная характеристика. Однако, этот показатель не учитывает внешней баллистики снаряда. Оружие, обладающее большой скорострельностью, но малой начальной скоростью будет иметь большую массу секундного залпа, но низкую боевую эффективность вследствие недостаточной кинетической энергии боеприпаса.
Для оценки разрушительного воздействия кинетической (без учёта действия заряда взрывчатого вещества (разрывной заряд)) энергии выпущенных снарядов на цель применяется и такая характеристика как дульная энергия.